# Vigoulet-Auzil
Vigoulet-Auzil är en kommun i departementet Haute-Garonne i regionen Occitanien i södra Frankrike. Kommunen ligger i kantonen Castanet-Tolosan som tillhör arrondissementet Toulouse. År 2022 hade Vigoulet-Auzil 1 021 invånare.

## Befolkningsutveckling
Antalet invånare i kommunen Vigoulet-Auzil
Referens:INSEE